# 로니 우드
로널드 데이비드 우드(영어: Ronald David Wood, 1947년 6월 1일 ~ )는 영국의 기타리스트, 작곡가, 작가, 화가이다. 전설적인 록 밴드 롤링 스톤스의 멤버로 세계적인 명성을 얻었다.